# Verdeggia
Verdeggia (Vëdeggia in ligure, Verdeja in occitano, Vërdégia in dialetto brigasco) è una frazione di 42 abitanti del comune di Triora, in provincia di Imperia. Si trova in valle Argentina a 1100 m s.l.m, al confine con la val Roia francese ai piedi del monte Saccarello. Insieme a Realdo è l'unica isola linguistica brigasca ligure.

## Storia

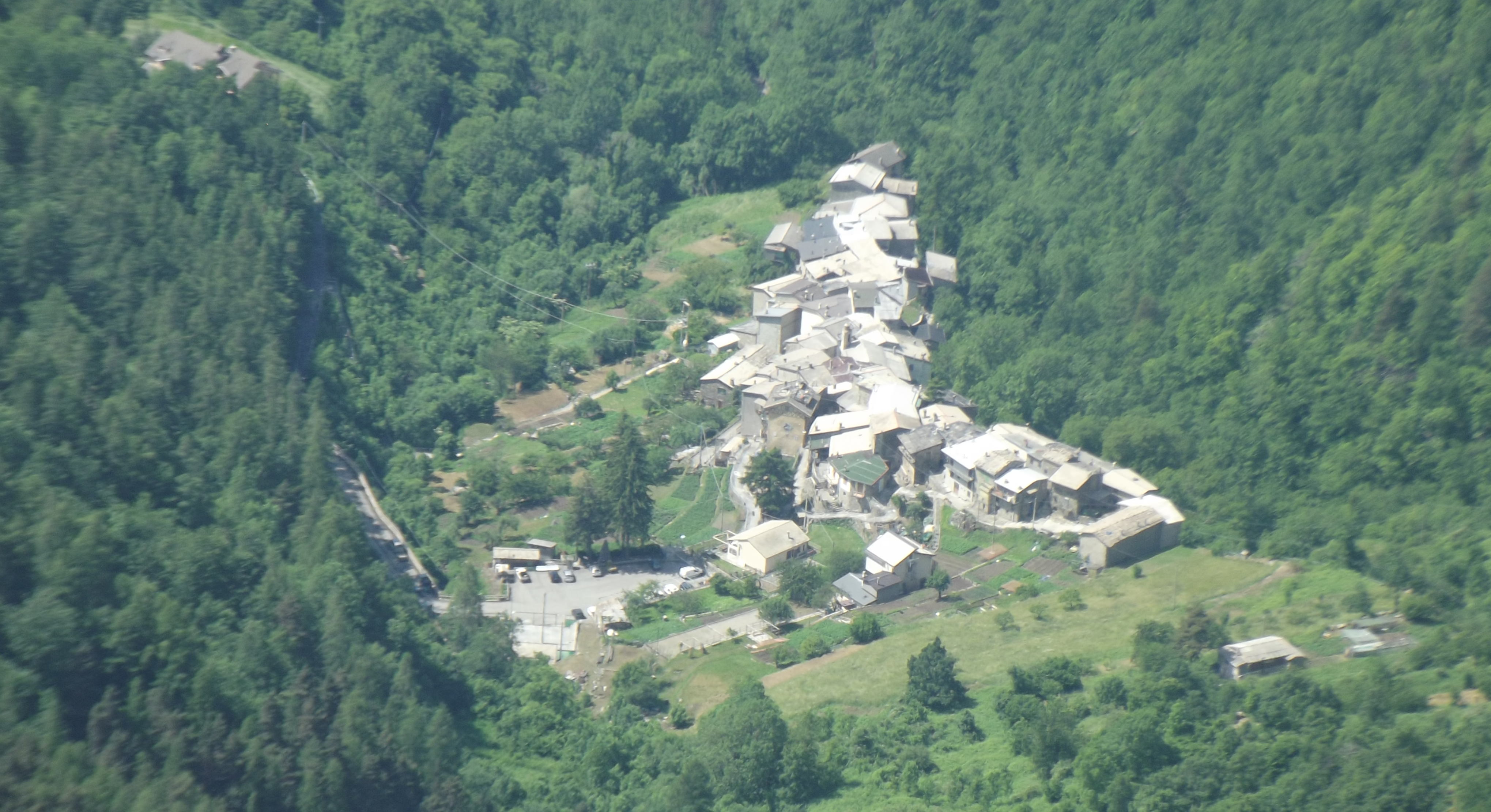
Il paese visto dal monte Saccarello

Il paese di Verdeggia nacque probabilmente nel XVI secolo.
Nei secoli successivi divenne un centro basato sull'agricoltura di sussistenza e sulla pastorizia; le alture circostanti vennero intensamente terrazzate.
Il 30 gennaio 1805 una slavina fece 16 vittime che vennero sepolte nei pressi del paese, non furono portate al cimitero di Triora come si era fatto in precedenza. Due lapidi sul posto ricordano l'evento e il luogo delle sepolture, una posta nel 1905 a cento anni dalla disgrazia e l'altra sistemata nel 2005.

## Monumenti e luoghi d'interesse

### Architetture religiose
La locale chiesa parrocchiale è intitolata a Nostra Signora del Carmelo che fu edificata nel 1641.